# Jacob Bymar
Jacob Dalsgaard Bymar (født 29. marts 1982) er en dansk fodboldspiller. Han har tidligere spillet for danske ungdomslandshold.